# Krstovac
Kërstoc en albanais et Krstovac en serbe latin (en serbe cyrillique : Крстовац) est une localité du Kosovo située dans la commune/municipalité de Pejë/Peć et dans le district de Pejë/Peć. Selon le recensement kosovar de 2011, elle compte 213 habitants.

## Démographie

### Évolution historique de la population dans la localité
| 1948 | 1953 | 1961 | 1971 | 1981 | 1991 | 2011 |
| ---- | ---- | ---- | ---- | ---- | ---- | ---- |
| 159  | 183  | 206  | 239  | 222  | 230  | 213  |

|  |

### Répartition de la population par nationalités (2011)
En 2011, les Albanais représentaient 94,37 % de la population et les Égyptiens 5,63 %.